# 蕭寶源
蕭寶源（480年代—502年4月21日），字智渊，齊明帝蕭鸞第五子，母为袁贵妃。

## 母
- 袁贵妃：蕭鸞的妾室，封为贵妃。

## 生平
建武元年十一月庚辰（494年12月22日），封庐陵王。出任北中郎将，镇琅邪城。後改任右将军，领石头戍事。建武二年八月丁未（495年9月15日），出任使持节、都督南兖、徐、兖、青、冀五州军事、后将军、南兖州刺史。王敬则被杀後，改任都督会稽、东阳、临海、永嘉、新安五郡军事、会稽太守。永元元年（499年），进号安东将军。
中兴元年三月乙巳（501年4月14日），蕭衍立蕭宝融為帝，任命蕭寶源為侍中、车骑将军、开府仪同三司，都督、会稽太守如故。蕭寶源尚未就任，就于中兴二年三月丁巳（502年4月21日）去世。

## 延伸阅读
[在维基数据编辑]
 《南齊書·卷50》，出自萧子显《南齊書》